# Ravenna FC 1913
Ravenna FC 1913 (Ravenna Voetbal) is een Italiaanse voetbalclub uit de stad Ravenna, Emilia-Romagna. De club werd in 1913 opgericht. In 2001 ging de club failliet. Er werd een doorstart gemaakt onder de naam Ravenna Calcio. In 2012 ging de club opnieuw failliet. De Società Cooperativa Ravenna Sport 2019 werd opgericht en de club ging spelen in de tweede amateurklasse van de regio Emilia-Romagna. In 2013 werd een nieuwe naam aangenomen, Società Cooperativa Sportiva Dilettantistica Ravenna Football Club 1913. in 2017 werd de naam opnieuw gewijzigd, ditmaal in Ravenna Football Club 1913 S.p.A..
Na seizoen 2006/07 promoveerde de club van de Serie C1 naar de Serie B. Maar na één seizoen degradeerde het opnieuw naar de Serie C1.

## Eindklasseringen
| Seizoen | Competitie                         | Niveau | Eindstand | Coppa Italia | Opmerking                                                |
| ------- | ---------------------------------- | ------ | --------- | ------------ | -------------------------------------------------------- |
| 2000/01 | Serie B                            | II     | 19        | 3e groep 3   | Failliet                                                 |
| 2001/02 | Eccellenza Emilia-Romagna          | VI     | 1         | --           |                                                          |
| 2002/03 | Serie D Girone D                   | V      | 1         | --           |                                                          |
| 2003/04 | Serie C2 Girone B                  | IV     | 6         | --           |                                                          |
| 2004/05 | Serie C2 Girone B                  | IV     | 2         | --           | winnaar promotieserie > Cisco Lodigiani (3-1)            |
| 2005/06 | Serie C1 Girone A                  | III    | 13        | 1e ronde     |                                                          |
| 2006/07 | Serie C1 Girone A                  | III    | 1         | --           |                                                          |
| 2007/08 | Serie B                            | II     | 20        | 2e ronde     |                                                          |
| 2008/09 | Lega Pro Prima Divisione Girone A  | III    | 3         | 4e ronde     | halve finale promotieserie                               |
| 2009/10 | Lega Pro Prima Divisione Girone A  | III    | 13        | 2e ronde     |                                                          |
| 2010/11 | Lega Pro Prima Divisione Girone A  | III    | 13        | 2e ronde     | play-out > FC Südtirol (2-2)                             |
| 2011/12 | Serie D Girone D                   | V      | 16        | --           | Verlies play-out > Virtus Pavullese (4-5); Failliet      |
| 2012/13 | Promozione Emilia-Romagna Girone D | VII    | 1         | --           |                                                          |
| 2013/14 | Eccellenza Emilia-Romagna Girone B | VI     | 4         | --           |                                                          |
| 2014/15 | Eccellenza Emilia-Romagna Girone B | V      | 2         | --           | winnaar promotie play-off > Ghivizzano (4-1)             |
| 2015/16 | Serie D Girone D                   | IV     | 13        | --           |                                                          |
| 2016/17 | Serie D Girone D                   | IV     | 1         | --           | Naam gewijzigd in Ravenna FC 1913                        |
| 2017/18 | Serie C Girone B                   | III    | 12        | --           |                                                          |
| 2018/19 | Serie C Girone B                   | III    | 7         | --           | 2e ronde promotieserie                                   |
| 2019/20 | Serie C Girone B                   | III    | 16        | 2e ronde     | play-out >Alma Juventus Fano 1906: 0-2/0-1; Hertoelating |
| 2020/21 | Serie C Girone B                   | III    | 19        | --           | play-out > FC Legnago Salus: 0-1/0-3                     |
| 2021/22 | Serie D                            | IV     | 2         | --           | Finale promotieserie > Lentigione Calcio: 0-2            |
| 2022/23 | Serie D                            | IV     | 7         | --           |                                                          |
| 2023/24 | Serie D                            | IV     | 2         | --           |                                                          |
| 2024/25 | Serie D                            | IV     | 2         | --           | Promotie naar Serie C                                    |
| 2025/26 | Serie C Girone B                   | III    | .         | --           |                                                          |

## Bekende (ex-)spelers
- Gilbert Bodart
- Gianluca Lapadula
- Albert Meyong
- Riccardo Saponara
- Andrea Silenzi